# André Charlot
Pour les articles homonymes, voir Charlot (homonymie).
André Charlot (né le 26 juillet 1882 à Paris et mort le 20 mai 1956 à Woodland Hills en Californie) est un acteur et imprésario français.

## Biographie
André Eugène Maurice Charlot est surtout connu pour les revues musicales à succès qu'il a montées à Londres entre 1912 et 1937. Il fut également producteur et acteur dans de nombreux longs métrages.

## Filmographie

### Réalisateur
- 1932 : Le Jugement de minuit, coréalisation avec Alexandre Esway

### Acteur
- 1943 : Le Faucon pris au piège (The Falcon Strikes Back) d'Edward Dmytryk : Bruno Steffen
- 1943 : Le Héros du Pacifique (The Man from Down Under) de Robert Z. Leonard
- 1944 : Action in Arabia de Léonide Moguy : André Leroux
- 1946 : Cœur de gosses (Rolling Home) de William Berke : Dr Clark
- 1949 : Passion fatale de Robert Siodmak : l'homme distingué

### Divers
- 1924 : Ballet mécanique de Dudley Murphy et Fernand Léger : le film fait référence à l'artiste par son titre alternatif Charlot présente le ballet mécanique.

## Théâtre

### Producteur
- 1928 : Charlot's Revue of 1928 (à Londres)